# Битва при Столовичах
Битва при Столовичах — битва 1771 року, епізод війни Російської імперії з барськими конфедератами.

## Передісторія
У 1768 році в подільському містечку Барі було створено так звану Барську конфедерацію — союз польсько-литовської шляхти, яка виступила проти впливу Росії в Речі Посполитої, зокрема, досягнутого князем Репніним зрівняння в правах некатоликів («дисидентів»), а також проти «угодівського» короля Станіслава Понятовського.
На придушення шляхетської конфедерації на прохання Понятовського були відправлені російські війська. Незважаючи на одночасну російсько-турецьку війну, спровоковану конфедератами, були стрімко взяті Бар, Львів і Краків. В інших частинах Речі Посполитої в цей час палали антишляхетські повстання, в тому числі Коліївщина.
Після того, як Суворов розбив Дюмур'є в битві під Лянцкороною, останні надії польських конфедератів покладалися на литовського великого гетьмана графа Огінського. Магната, що вагався, вмовив виступити на стороні конфедератів французький уряд, який обіцяв йому в разі перемоги польський престол. Огінський раптово напав на загін командира Албичева і розбив його, взявши в полон 500 чоловік. Після цього, під прапори Огінського стали стікатися шляхтичі.

## Битва
Оскільки Суворову було зрозуміло, що навколо Огінського може організуватися серйозна сила, він вирішив придушити цей осередок опору в зародку. З загоном в 900 чоловік, пройшовши за чотири дні близько двохсот верст, він підійшов до містечка Столовичі, де розмістилися основні сили Огінського. Темної ночі російський загін без шуму підійшов до містечка, зняв сторожовий пікет і увірвався в Столовичі. «Напад наш на литовців був зі спини», констатував Суворов. Не даючи схаменутися конфедератам, росіяни, до яких приєдналися полонені солдати вбитого Албичева, багнетами та шаблями очистили Столовичі.
У Столовичах була розташована тільки частина польсько-литовських військ. Решта розбили табір в полі. Суворов на світанку атакував і їх і розсіяв. Огінський з десятком гусар втік за кордон.

## Наслідки
У бою при Столовичах був захоплений весь обоз і вся артилерія Огінського. Повстанню в Литві було покладено край. Суворов доносив про бій: «Бій тривав від трьох до чотирьох годин, і вся Литва заспокоїлася». Суворов був настільки задоволений поведінкою своїх солдатів у цій операції, що подарував кожному з них від себе по срібному рублю. Сам він був нагороджений за цю перемогу орденом святого Олександра Невського, третім за час перебування в Речі Посполитій. Дії Суворова значною мірою вплинули на результат кампанії і призвели до швидкої перемоги та першого поділу Польщі.